# IX Draconis b
IX Draconis b es una enana marron candidata, orbitando la enana blanca IX Draconis con un periodo de 0,0667 días. Es un sistema binario cataclismico formado por una Nova Enana y un objeto subestelar candidato de baja masa. El sistema también es denominado 2MASS J1812+67.

## Estrella
IX Draconis es una nova enana con estallidos de energía, es la primera estrella de tipo SU Ursae Majoris que muestra modulación orbital durante todo el estallido. Durante un estallido de IX Draconis, se detectó un período extra de ~96 minutos que puede corresponder al período orbital del sistema. Un estallido posterior mostró que este período había disminuido un poco, lo que permitió limitar la masa del objeto secundario a alrededor de ~30 masas jovianas. El alto nivel de actividad y brillo de IX Draconis indica que las variables cataclísmicas muy antiguas desaparecen a través de episodios de mayor actividad que conducen a la pérdida de impulso angular a través de la pérdida de masa del sistema. La estrella varió 3,6 magnitudes en la banda V en solo 4 días. Estas variaciones son debido al material del disco de gas que cae a la estrella provocado por el planeta disruptido por las mareas por estar en el límite de Roche de la enana blanca. También es una variable ER Ursae Majoris.